# Lagosinia vayssierei
Lagosinia vayssierei är en insektsart som först beskrevs av Castel-branco 1952.  Lagosinia vayssierei ingår i släktet Lagosinia och familjen skålsköldlöss. Inga underarter finns listade i Catalogue of Life.